# MÁV M61 sorozat

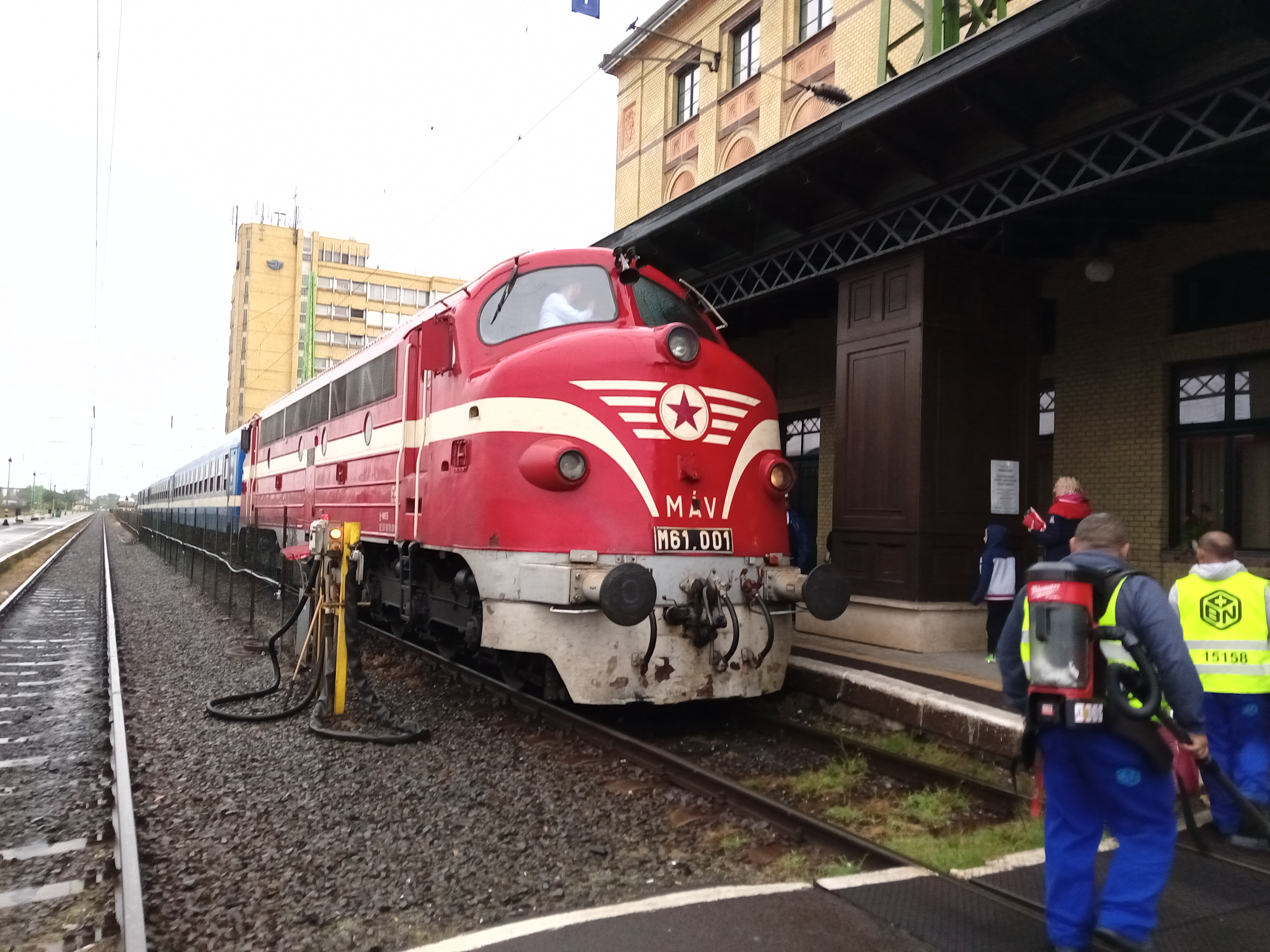
001-es pályaszámú M61-es mozdony Pécsen

Az MÁV M61-sorozat a MÁV részére szállított fővonali dízel-villamos erőátvitelű, Co'Co' tengelyelrendezésű dízelmozdony-sorozat. Beceneve „Nohab”, a svéd gyártó, a NOHAB nevéből, ahol a széria gyártáskori típusjele Di.3a volt. A magyar közösségi közlekedés történetében kultikus járműnek számít, az egyik legikonikusabb mozdony.

## Története
Az 1950-es évek végén, az 1960-as évek elején a gőzvontatás aránya a hazai vasútvonalakon igen magas, 85%-os volt. A korszerűsítés megkívánta nagy teljesítményű dízelmozdonyok forgalomba állítását, azonban a magyar ipar abban az időben nem volt felkészülve ilyen vasúti járművek gyártására. Ezért a MÁV illetékes szakemberei pályázatot írtak ki fővonali mozdony beszerzésére. A felhívásra 17 cég jelentkezett 30 típussal. A pályázók közül két cég, a német Krauss-Maffei, valamint a svéd NOHAB mozdonyai kaptak lehetőséget a magyarországi vasútvonalakon történő kipróbálásra. 1960-ban mindkét gyártó demonstrátora (tesztjárműve) sikeresen teljesítette a próbameneteket. Végül az ajánlatok közül a MÁV választása az utóbbira esett, a mozdony technikai kiforrottsága, kevesebb karbantartást igénylő szerkezeti felépítése miatt, valamint azért, mert a típusban alkalmazott motorból világszerte már több ezer darab üzemelt.
A mozdonyból a MÁV összesen 20 darabot vásárolt. Annak ellenére, hogy a NOHAB gyár készen állt volna további járművek gyártására és leszállítására, a politikai körülmények nem tették lehetővé a beszerzésüket. A szovjet vezetés ugyanis rossz szemmel nézte, hogy egy semleges ország elragadja tőlük egy szövetségesük piacát, ezért a magyar államnak 25 mozdony árát kellett kifizetnie, miközben csupán 20 mozdonyt kapott. A MÁV ezt követően a szovjet gyártmányú MÁV M62 sorozatszámú "Szergej" vásárlása mellett kényszerült dönteni.
Forgalomba állításukat követően M61-es mozdonyok elsősorban gyorsvonatokat továbbítottak, jellemzően Budapest és a vidéki nagyvárosok között. Ennek oka főként az volt, hogy a mozdonyok rendelkeztek a vonatok fűtéséhez szükséges gőzfejlesztővel. (Abban az időben a személykocsik még nem villamos fűtésűek voltak.) Az M61 011-020 pályaszámú mozdonyokat a Budapest–Záhony-vasútvonal villamosításáig (1970. dec. 11.) kihelyezték a debreceni fűtőházba. Ez időben jártak Mátészalka felé is a Apafa–Mátészalka-vasútvonalon. Az 1970-es és az 1980-as években az ország keleti feléből a villamos vontatás térnyerésével a mozdonyok egyre inkább kiszorultak. (A villamosított fővonalakon a szolgálatot a V43 (Szili) és a V63 (Gigant) villamos mozdonyok vették át.) Az 1980-as évektől kezdve már főként a Balaton északi partján teljesítettek szolgálatot a törzsvonalukká vált Börgönd–Szabadbattyán–Tapolca-vasútvonalon. 1983. szeptember 20-tól 1989. június 1-jéig több M61-es volt Tapolcáról a nagykanizsai fűtőházba kihelyezve, később állomásítva. A Budapest–Murakeresztúr-vasútvonal villamosítása után 1990 júliusáig az összes megmaradt mozdony Tapolcára került és 2000. december 21-ig a Balaton északi partján teljesítettek szolgálatot. 1996. június 1-től a Déli pályaudvar helyett már csak Székesfehérvárig vitték az északi part vonatait. 1998. május 1-jétől az M61 017-est az Északi Vontatási Főnökség Rákosi telepén segélyszerelvény mozdonyaként alkalmazták és az Északi Gépészeti Főnökséghez állomásították, 2000. február 5-től átminősítették üzemi mozdonnyá, és új pályaszámot kapott. Több pályaszáma is volt, először A61 017, majd 2761 017, majd napjainkban újra M61 017.
Az M61 001-est 2000. március 9-től a budapesti Magyar Vasúttörténeti Parkba állomásították, ahol múzeumi mozdonnyá minősítették. A típus menetrend szerinti forgalomban 2000. december 21-én közlekedett utoljára Magyarországon.
A 20 mozdonyból az ezredfordulót követően 6 üzemképes maradt.
Volt még egy M61-2001 pályaszámú mozdony is, de azt rendszerint nem szokták a sorozat részének tekinteni, mert az nem egy NOHAB, hanem a német DB V 200 sorozat hattengelyes változata, a DB V 300 sorozat része volt. A mozdonyt a gyártó Krauss-Maffei adta kölcsön próbamenetek céljára. Ezután a visszakerült az NSZK-ba.

## Állománylista
| Pályaszám           | Állapot                                                    | Történet |
| ------------------- | ---------------------------------------------------------- | --- |
| M61-001             | üzemképes                                                  | A MÁV Rail Tours Kft. tulajdona. (Magyar Vasúttörténeti Park) Jelenleg ő viseli magán az eredetivel leginkább egyező festést. Védett gép. |
| M61-002 Főnix       | tartósan üzemképtelen (Tapolca Fűtőházában várja a sorsát) | 2001. november 7-én selejtezték. Alkatrészeit az 1-esbe építették be. Az üres mozdonyszekrény 2005-2023 között a Keleti pályaudvar fűtőháza melletti tárolóvágányon állt, majd állagmegóvási céllal átszállították Tapolcára. 2004 óta a NOHAB-GM Alapítvány tulajdona.- |
| M61-003             | elbontva                                                   | 1988. december 21-én selejtezték (motorját a 010-esbe helyezték át). Selejtezése előtt sokáig motorgondokkal küszködött, év végére kijavultak, ám ennek ellenére sem kerülhette el sorsát. |
| M61-004 Tapolca     | elbontva                                                   | 1999. június 4-én Badacsonylábdihegynél baleset következtében megrongálódott, oldalára borult. Selejtezve: 1999. november 23. (A mozdony B végét 2001-ben a Közlekedési Múzeum oldalánál állították ki, majd a múzeum lebontása miatt a Tapolcára történő átköltöztetéséről döntöttek. A költöztetés tervezett időpontja 2015. december 17., az új helyén történő felavatásáé pedig 2015. december 22. Végül 2017 december 30-án a helyezték el a műtárgyat a Tapolcai vasútállomás mellett. |
| M61-005             | elbontva                                                   | Selejtezve 1991. október 24-én motorgondok miatt (kartergáz). Ez a mozdony gázolta halálra 1976-ban Latinovits Zoltán színészt. Tapolcán vágták szét |
| M61-006 Vibrátor    | üzemképes                                                  | A MÁV Rail Tours Kft. tulajdona. (Magyar Vasúttörténeti Park) Becenevét néha erősen rázó főgépcsoportja miatt kapta. |
| M61-007 Piros Hetes | elbontva                                                   | Selejtezve 1989. szeptember 15-én generátorzárlat miatt. Pécsbánya-Rendezőn vágták szét. Beceneve igazából gúnynév, arra utal, hogy egykori masinisztája volt a párttitkár. Hatalmas szégyenfolt a dologban, hogy a 007-esben lapult a legfiatalabb, utólag beszerzett, 13 éves dízelmotor. Elhamvasztásában döbbenetes, hogy például a 016-ból kiszerelt alkatrészek lévén könnyedén megmenekülhetett volna                                                                                 |
| M61-008 Muzsika     | elbontva                                                   | Selejtezve 1997. január 15-én alvázsérülés miatt. Becenevét különlegesen szép hangja miatt kapta. Sátoraljaújhelyen bontották el. Motorját és fődinamóját 1997 elején a 013-ba emelték át, ám velük egy métert sem közlekedett. Muzsika motorja és fődinamója ma a 006-ost szolgálja. 1996 márciusában távozott az élők sorából: megtörtént vele, ami minden mozdony halála: a főkerete egy szombathelyi tolatási baleset miatt elrepedt. Javítása sokba került volna, ezért selejtezték.    |
| M61-009             | elbontva                                                   | Baleset következtében deformálódott alváz és sérült mozdonyszekrény miatt selejtezve 1987. november 20-án. Balesete: a fűtőházban állt, amikor az M62,046-os Szergej 12–13 km/óra sebességgel ráütközött, és maga előtt, a motorszín falán keresztül a sínről letolta. Az ütközés következtében a mozdony bal oldali hossztartója elgörbült. 1988 májusában bontották el Dombóváron. |
| M61-010             | üzemképes                                                  | 2001 novembere óta a NOHAB-GM Alapítvány tulajdonában van. 2010. január 19-én sikeres futópróbát tett. |
| M61-011 Piros Ász   | elbontva                                                   | Selejtezve 1991. november 24-én motorgondok miatt (forgattyússzekrény-repedések). Talán a valaha volt leghalkabb M61-es. |
| M61-012             | elbontva                                                   | Selejtezve 1994. január 19-én működőképes állapotban. Tapolcán vágták szét. Selejtezésének oka a rossz külső állapotú mozdonyszekrény volt |
| M61-013 Kis Gömböc  | elbontva                                                   | Selejtezve 1999. február 10-én. Orra jellegzetesen ferde volt a sorozat többi tagjához képest. 1997 elején megkapta a 008-as dízelmotorját, ám ezt végül a 006-ba daruzták át. Sátoraljaújhelyen vágták össze. |
| M61-014             | elbontva                                                   | Selejtezve 1999. február 14-én üzemképes állapotban, mozdonyszekrény-korrózió miatt. Sátoraljaújhelyen vágták szét. |
| M61-015 Foltoska    | elbontva                                                   | Selejtezve 1994. január 19-én egyetlen dugattyújának átégése miatt. Celldömölkön vágták szét. |
| M61-016             | elbontva                                                   | Selejtezve 1989. június 15-én motorgondok miatt. Pécsbánya-Rendezőn vágták szét. Egy 1972-es baleset miatt az orra eléggé sarkos lett. Motorgondjai voltak, megkaphatta volna a 007 dízelmotorját, ha nem vágták volna szét |
| M61-017             | üzemképes                                                  | Pályafenntartási célokat szolgál, 2761 017-9 (korábban A61 017) pályaszámmal. Új fogaskerék-áttétellel 120 km/h sebességre képes. Villamos fűtőgenerátor került bele mérőkocsi fűtéséhez, amit kék csík jelez az oldalán. 2008-ban és 2009-ben különvonatot vitt csíksomlyói búcsúra (Erdélybe). Továbbá a Balaton északi partján is meg szokott fordulni nosztalgiaként, akárcsak fénykorában.                                                                                              |
| M61-018 Párduc      | elbontva                                                   | Selejtezve 1992. november 12-én. Tapolcán vágták szét. (A motorját a 004-esbe helyezték át.). Selejtezésének oka az egyre fogyó trakciósmotor-készlete volt |
| M61-019             | üzemképes                                                  | A MÁV Rail Tours Kft. tulajdona. (Magyar Vasúttörténeti Park) Az egyetlen narancsszínű |
| M61-020             | üzemképes                                                  | A MÁV Rail Tours Kft. tulajdona. (Magyar Vasúttörténeti Park) Az M61.001 tartalékait képzi. Védett. |

## A sorozat utóélete
A sorozat nem kopott ki a magyar vasúthálózatról a MÁV vontatóállományából történt kivonásuk után sem. A két üzemképtelen állapotú gépet (az üres 002 és a csonka 004) kivéve az összes túlélő mozdony dolgozik azóta is különböző tulajdonosoknál. Továbbá a selejtezett gépek pótlására más mozdonyokat is importáltak, ezek közül az üzemelő mozdonyok sorozatszáma a sorozat iránti tiszteletből 021-től folytatódik tovább, kivéve a bemutató mozdonyt, ami „triplanullás” (000-ás).
A MÁV állományából történt kivonása után tizenegy évvel egy további, „Ketty” becenevű géppel gazdagodott a sorozat. A Kárpát Vasút egy korábbi változatú, a dániai terepviszonyoknak megfelelő, nem hat-, hanem csak négytengely-meghajtású (1., 3., 4., 6.), narancsszínű , a Santa Fe-től örökölt BNSF-színsémás, korábban a Strabag tulajdonú mozdonyt vásárolt és hozott Magyarországra. A festése csak annyiban változott, hogy a mozdony két végén a korábbi Santa Fe, majd Strabag feliratot a Kárpát váltotta fel, a mozdony kinézete ezen kívül lényegében nem változott. A népszerű sorozat korábbi tagjai előtt tisztelegve a 021-es pályaszámot kapta meg.
2015. április 21-én szintén a Kárpát Vasút tulajdonában megérkezett, az ex MY 1156-os számú Nohab, ő lett a 022-es „Gunhild”. Benne a Di3 623 számú mozdony motorja.
2015. május 8-án a Nohab GM Alapítvány bejelenti, hogy megvásárolták az egy korábbi tűzesetben károsodást szenvedett Di3 623 (M61 000) számú mozdony járműszerkezeti részét a megmaradt fődarabokkal együtt, vontatható állapotban. A mozdony jelentősége a magyarországi sorozat történetében, hogy 1960 májusában ez a mozdony szerepelt több hétig Magyarországon, mint a svéd cég demonstrátora, amely szereplésnek köszönhető a sorozat későbbi megrendelése. A mozdony 2016. február 16-án lépett be Magyarországra és másnap továbbították a NOHAB-GM Alapítvány telephelyére.
2020. január 14-én Magyarországra érkezett Svédországból az ex NSB Di3.629 számú gép, immáron a Komplex Rail Kft. tulajdonaként.

## Műszaki felépítés
A mozdony az amerikai General Motors Electromotive Division EMD F sorozat  eredeti tervein alapul, ezt a mozdonysorozatot az 1930-as évek közepe óta gyártják és tökéletesítik. A NOHAB mérnökei az ausztráliai Clyde cég által 1952-től licencben gyártott ML2 jelzésű, mindkét végén vezetőállással ellátott és csökkentett tengelyterhelésű Co-Co kivitelű mozdonyt dolgozták át észak-európai felhasználásra, elsősorban a dán, finn és norvég vasutak részére.
Az M61 mozdonyban egy 1435 kW teljesítményű, 16 hengeres, kétütemű, rés- és szelepvezérlésű, V hengerelrendezésű EMD 567D1(en) típusú motor található. Hagyományos hajtásrendszerű, amelyben az egyenáramú főgenerátor termeli a vontatómotorok részére szükséges villamos áramot (600 V). A két forgóvázba összesen hat (a 021-esben és a 022-esben csak négy) vegyes gerjesztésű (soros és párhuzamos) vontatómotort építettek be. A mozdonyba beépített Vapor-Clarkson OK4616 gőzfejlesztő 750 kg gőzt képes fejleszteni óránként.[forrás?]

## Iparvasúti használat
A sorozat nem üzemelt iparvasutakon, azonban mivel a 017-es példány egy ideig a MÁV Pálya- és Mérnökilétesítmények Igazgatóságának birtokába került, ez az iparvasutaknál megszokott "A"-s számot kapott, az A61-et.

## Galéria
- M61 001 a Vasúttörténeti Parkban (2005)
- M61 004 „Tapolca” az 1999-es balesetét követően félbevágott állapotban kiállítva a Közlekedési Múzeum előtt 2006-ban. 2015 végén Tapolca vasútállomásra helyezték át
- M61 006 Kecskemét vasútállomáson (2010)
- M61 017 Szatymaz vasútállomáson (2011)
- M61 020 és M61 019 a Vasúttörténeti Parkban (2005)
- A Santa Fe- (BNSF)-logós 021-es számú „Ketty” Szentes vasútállomáson
- A Kárpát Vasút 022-es Gunhildja Vámosgyörk vasútállomáson